# قزلداش علیا
قزلداش علیا، روستایی است از توابع بخش صفاییه و در شهرستان خوی استان آذربایجان غربی ایران.

## جمعیت
این روستا در دهستان سکمن‌آباد قرار داشته و بر اساس سرشماری سال ۱۳۸۵ جمعیت آن ۳۲۶ نفر (۶۴ خانوار)
بوده‌است.